# 滑弦
滑弦（英語：slide）是弦乐器的演奏技巧，演奏滑弦时用按弦的手指按住某弦的一个音，奏响琴弦，把手指滑向弦上另一音，使两音间发出圆滑的过渡音效果。滑弦时可从高音滑向低音，是為下滑音；还可从低音滑向高音，是為上滑音。滑弦技巧可用于吉他、小提琴、中提琴、大提琴、低音提琴、二胡、琵琶等弦乐器。